# Roberto Minervini
Roberto Minervini (ur. 1 stycznia 1970 w Fermo) – włoski reżyser, scenarzysta i producent filmowy, również fotograf, producent muzyczny i były wokalista zespołu punk-rockowego. Uznanie zdobył jako wielokrotnie nagradzany dokumentalista, kręcący filmy o życiu amerykańskiej prowincji oraz społeczności często w USA marginalizowanych. 

## Życiorys
Uzyskał dyplom na kierunku ekonomiczno-handlowym na Uniwersytecie w Ankonie, po czym obronił pracę doktorską z historii filmu na Uniwersytecie w Madrycie. W 2000 wyjechał do pracy w USA jako doradca informatyczny. W 2004 uzyskał tytuł magistra medioznawstwa na nowojorskiej uczelni The New School. W latach 2006–2007 wykładał na Uniwersytecie De La Salle w Manili na Filipinach.
Jego fabuła Low Tide (2012) miała swoją premierę w sekcji "Horyzonty" na 69. MFF w Wenecji. Dokument Zatrzymać bijące serce (2013) zdobył nagrodę David di Donatello dla najlepszego włoskiego filmu dokumentalnego. Kolejny dokument, Po drugiej stronie (2015), zaprezentowany został w sekcji "Un Certain Regard" na 68. MFF w Cannes. 
Największy jak dotąd rozgłos spośród filmów Minerviniego zdobył eseistyczny dokument Co zrobisz, gdy świat stanie w ogniu? (2018). Nakręcony w Luizjanie i Missisipi obraz startował w konkursie głównym na 75. MFF w Wenecji, gdzie zdobył Nagrodę UNICEF-u. Film wyróżniono również na MFF w Mar del Plata oraz na wiedeńskim Viennale.
Zasiadał w jury sekcji "Horyzonty" na 71. MFF w Wenecji (2014). Mieszka w Teksasie wraz z żoną Denise Ping Lee, która jest również producentką jego filmów.